# Cephalophus silvicultor
Il cefalofo dal dorso giallo (Cephalophus silvicultor Afzelius, 1815) è un cefalofo originario dell'Africa centrale e occidentale. Il nome afrikaans duiker, attribuito a tutti i cefalofi, vuol dire «tuffatore», e si riferisce all'abitudine, propria di questi animali, di tuffarsi nel fitto della vegetazione per trovare riparo.

## Tassonomia
Attualmente, gli studiosi riconoscono quattro sottospecie di cefalofo dal dorso giallo:
- C. s. silvicultor Afzelius, 1815 (dal Senegal alla Repubblica Democratica del Congo e in Kenya, Zambia e Angola settentrionale);
- C. s. curticeps Grubb e Groves, 2002 (Ruanda, Uganda, Burundi e Kenya occidentale);
- C. s. longiceps Gray, 1865 (dal Camerun al Sudan meridionale);
- C. s. ruficrista Bocage, 1869 (a sud del fiume Congo, in Angola e Zambia).

## Descrizione
Con 125–190 cm di lunghezza e 45–80 kg di peso, quello dal dorso giallo è il cefalofo di maggiori dimensioni. Oltre che per la taglia, si distingue dai suoi simili per la macchia di peli gialli posta sul posteriore, la quale contrasta nettamente con la colorazione marrone-nerastra del resto del corpo. La regione posteriore è più alta di quella anteriore, e la testa è allungata e a forma di cuneo. Entrambi i sessi presentano brevi corna cilindriche, maggiormente scanalate alla base, e una cresta di lunghi peli di color castano uniforme posta tra di esse. Diversamente da quasi tutti gli altri cefalofi, quello dal dorso giallo non dimena o «sbandiera» costantemente la coda, che misura 11–20 cm.

## Distribuzione e habitat
Il cefalofo dal dorso giallo è diffuso in un vasto areale che occupa l'Africa occidentale e centrale, dal Senegal allo Zambia, ma all'interno di quest'area è piuttosto raro e localizzato.
Si può incontrare praticamente in tutti i tipi di foresta tropicale, comprese foreste di pianura e di montagna, i mosaici foresta-savana e le foreste rivierasche, così come in habitat più aperti, come radure, savane, savane alberate e boscaglie, e perfino in foreste secondarie e piantagioni.

## Biologia
Tutti i cefalofi sono di natura riservata, e questa caratteristica, unita al loro habitat, abbastanza inaccessibile, fa sì che si sappia ben poco delle abitudini del cefalofo dal dorso giallo. Si ritiene che conduca vita prevalentemente solitaria, o tutt'al più che viva in coppie monogame, all'interno di territori ben definiti, e che sia attivo sia di giorno che di notte. Quando percepisce la presenza di una minaccia, ad esempio un predatore, si immobilizza immediatamente e rizza i peli della macchia gialla; probabilmente questa postura è un chiaro segnale d'allarme visivo per i conspecifici, o un «segnale d'invito» indirizzato al predatore, sì da fargli capire di essere stato localizzato e di trovarsi in svantaggio.
Il cefalofo dal dorso giallo si nutre di una vasta gamma di vegetali, compresi frutti, foglie, germogli, semi, cortecce e gemme. Si ritiene che la femmina dia alla luce un unico piccolo, dopo un periodo di gestazione di 115 giorni. Il piccolo rimane nascosto tra la vegetazione per una settimana o giù di lì, ma inizia a consumare cibo solido molto rapidamente, ed è completamente svezzato a partire dalle quattro-sei settimane di età. Il piccolo è ricoperto da un mantello nero-brunastro uniforme, ma le corna e la caratteristica macchia gialla si sviluppano a partire dai sette mesi. In cattività può vivere più di 10 anni.

## Conservazione
La distruzione delle foreste e la caccia incontrollata a scopo alimentare hanno avuto un grande impatto sulla popolazione di questo animale; attualmente è scomparso dal Gambia e, forse, dal Ruanda, e le popolazioni rimaste stanno diminuendo sempre più un po' ovunque, tranne che nelle poche aree protette dove sono al sicuro dal bracconaggio o dall'avanzata degli insediamenti umani. Se questa situazione si protrarrà ancora, è probabile che il cefalofo dal dorso giallo si troverà ben presto a rischio di estinzione.